# هور چاه بیگی
هور چاه بیگی، روستایی در دهستان هور بخش هور شهرستان فاریاب در استان کرمان ایران است.

## جمعیت
بر پایه سرشماری عمومی نفوس و مسکن در سال ۱۳۹۵، جمعیت این روستا برابر با ۴۰۷ نفر (۹۲ خانوار) بوده‌است.